# Berijev Be-200
Berijev Be-200 Altair je ruský dvoumotorový proudový obojživelný létající člun z druhé poloviny devadesátých let 20. století.

## Vznik a vývoj

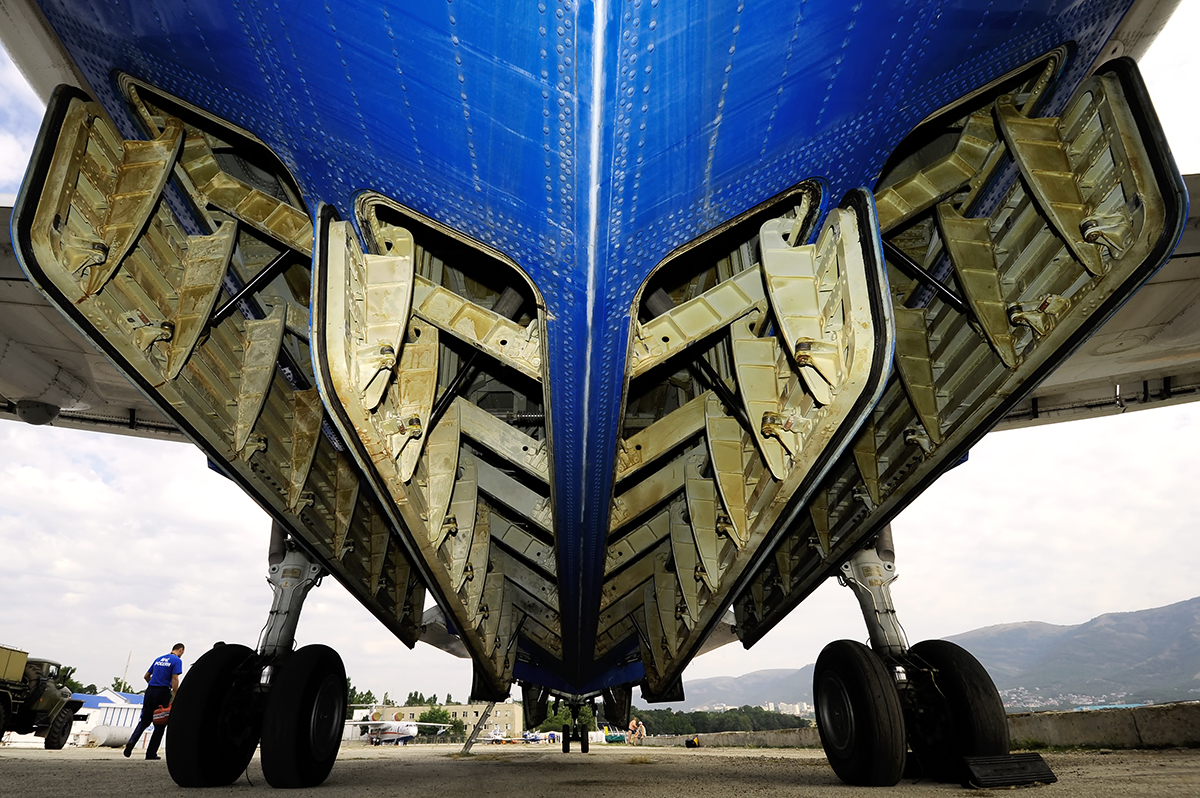
Nádrže na vodu letadla Be-200.

V roce 1992 byla zahájena stavba prvního prototypu (výr. č. 7682000002, imatrikulace RA-21511) v irkutském závodě IAPO. Drak nového stroje byl dokončen v září 1996, první vzlet uskutečnil 24. září 1998 pod vedením kapitána Konstantina V. Babiče. Na konci dubna 1999 byl letoun přelétnut do sídla Berijevovy kanceláře v Taganrogu. V témže roce byl stroj představen v Paříži. Po návratu se první prototyp zapojil do hladinové fáze testů. V červenci 1999 probíhaly zkoušky těsnosti trupu, 10. září 1999 byl proveden první vzlet z vodní hladiny. V září 2000 se Be-200 účastnil hydroaerosalonu v ruském Gelendžiku, kde během předvádění ustanovil 24 světových rekordů v kategorii obojživelných i vodních letounů. V srpnu 2001 vydal ruský letecký úřad MAK pro Be-200 omezený typový certifikát, poté byl předváděn v jihovýchodní Asii. Po účasti na aerosalonu ILA 2002 v Berlíně byl předváděn v Řecku, Francii a Itálii místním hasičským sborům. Po návratu z turné do Ruska byl prototyp zkoušen ve vysokohorském prostředí v Arménii. Nejdříve vzlétal z letiště v Gjumri s nadmořskou výškou 1580 m, následné testy nabírání vody byly realizovány na hladině horského jezera Sevan, přičemž stroj vzlétal z letiště Erebuni v Jerevanu.
Dne 27. srpna 2002 byl v závodě IAPO zalétán druhý létající prototyp (7682000003, RA-21512) ve vylepšené verzi Be-200ČS. Sloužil především k certifikačním zkouškám, které byly ukončeny 29. prosince 2003 vydáním ruského typového certifikátu. V té době bylo ruským ministerstvem pro mimořádné situace objednáno sedm sériových kusů, jejichž stavba byla zahájena v Irkutsku. První z nich byl v předsériové konfiguraci zalétán 17. června 2003. Prvních pět letounů bylo dodáno do konce roku 2007, zbylé dva v létech 2010 a 2011. V roce 2008 byl jeden stroj (FHN-10201) předán Ázerbájdžánu. V září 2010 byl Be-200 vydán typový certifikát evropského úřadu EASA. V roce 2011 bylo objednáno dalších šest exemplářů, které byly vyrobeny v taganrožském podniku TANTK. Jejich dodávka proběhla v rozmezí let 2016 až 2019. Dne 14. února 2020 byl v Taganrogu zalétán první Be-200ČS (žlutá 20) pro Ruské námořní letectvo.
Ministerstvo obrany Ruska objednalo 24. dubna 2013 dva letouny v provedení Be-200ČS a čtyři stroje v modifikaci Be-200PS za celkem 8 400 000 000 rublů. Tuto zakázku později vypovědělo a k arbitrážnímu soudu podalo žalobu vůči výrobci o náhradu 6 700 000 000 rublů. Žalobě bylo 23.8.2017 Moskevským arbitrážním soudem vyhověno.
Letoun byl vyvíjen jako protipožární a získal ruský certifikát hasičského letadla. Kromě toho byly zkonstruovány varianty pro přepravu nákladů, cestujících i zraněných. Be-200 je možno využít i pro vojenské účely jako protiponorkový. V hasičské verzi je letoun schopný pojmout 12 000 litrů vody a 1 200 litrů speciálních hasicích látek. Hasicí vodu je možno tankovat na letišti nebo ve speciálním režimu nad vodní hladinou, kdy jsou pumpy schopné natankovat během 14 sekund za letu plnou nádrž.

## Uživatelé

### Současní
- Alžírsko
  - Alžírské letectvo – první letoun Be-200ES přelétnut do Alžíru v květnu 2023. Další dva letouny má Rusko předat během roku 2024.[2] Objednány jsou celkem 4 kusy. Alžírsko provozovalo v roce 2022 jeden pronajatý letoun po dobu tří měsíců pro hašení požárů v provincii El Taref.[3]
- Ázerbájdžán
  - Ázerbájdžánské letectvo – jeden letoun v provozu od roku 2007[2]

- Rusko
  - Ruské námořní letectvo
  - Ruské ministerstvo pro mimořádné situace[2]

## Specifikace

Třípohledový nákres Be-200

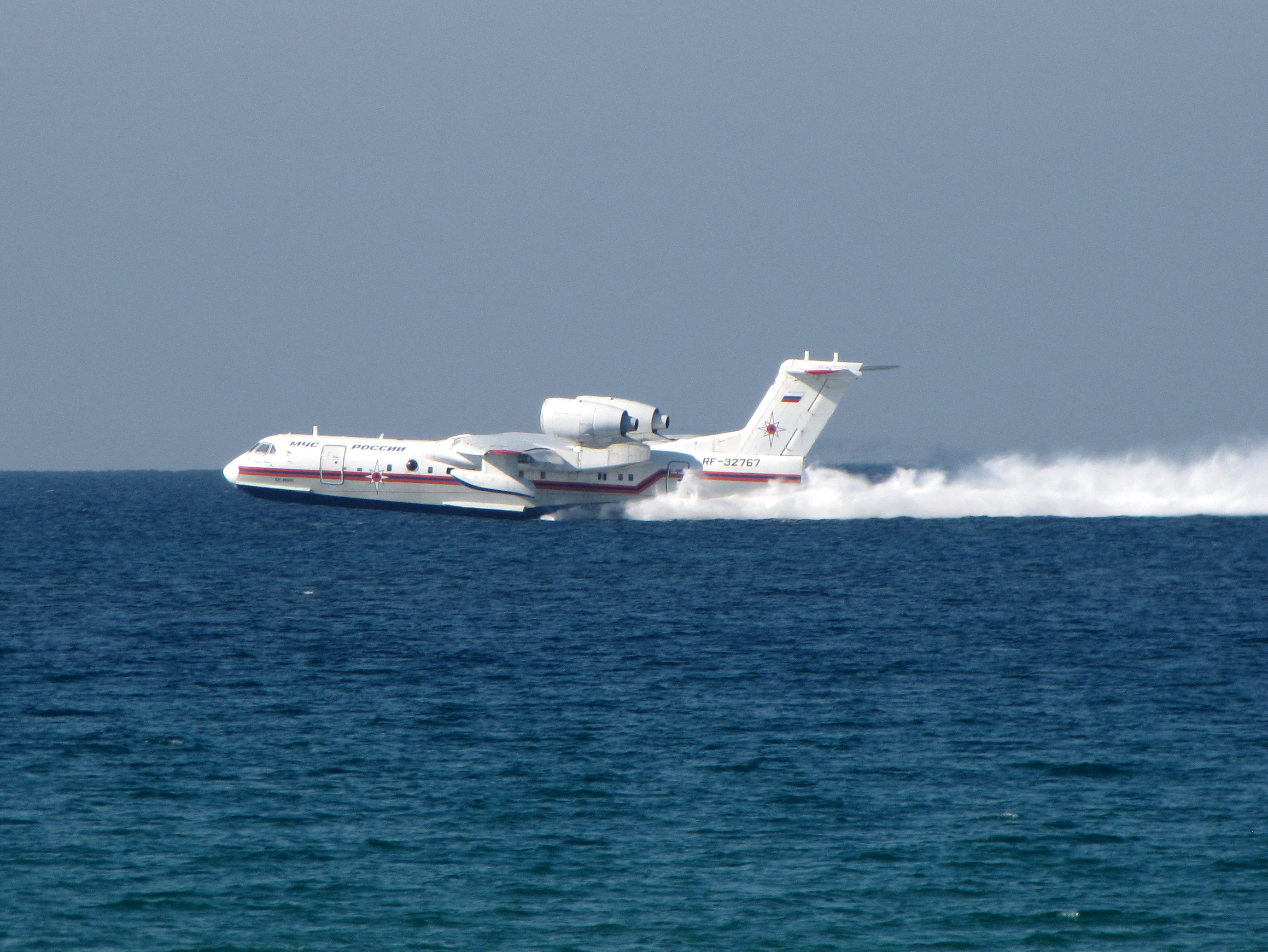
Lesní požár v Izraeli 2010 (RF-32767)

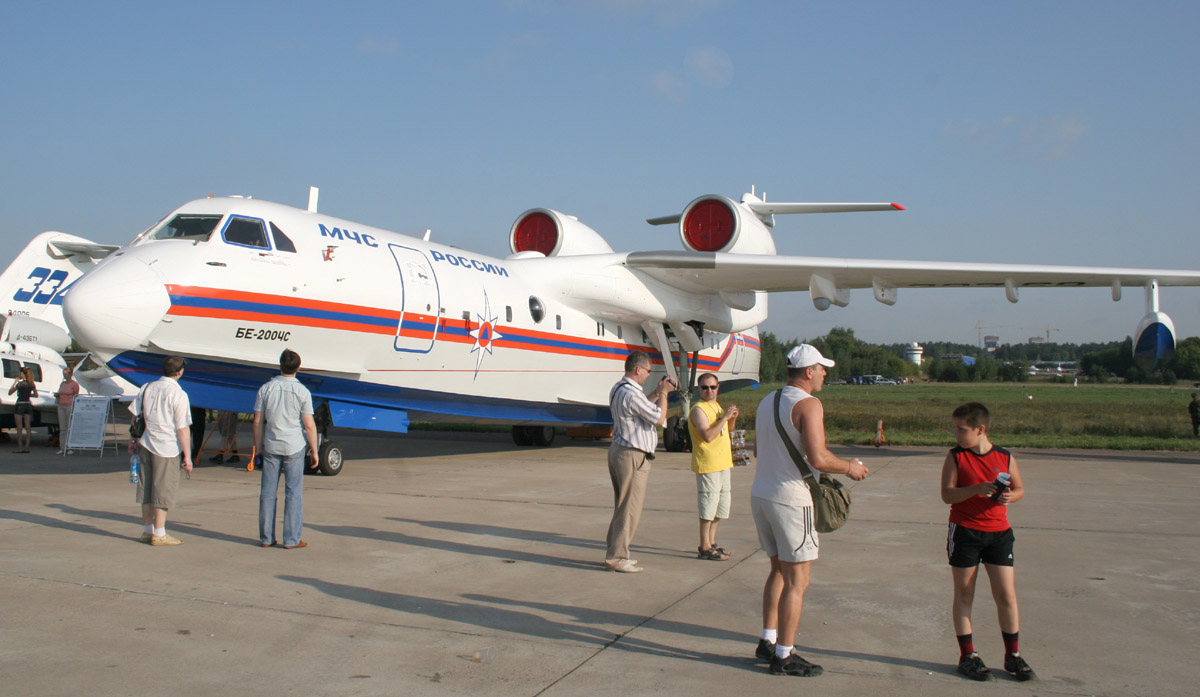
Berijev Be-200 na moskevském aerosalónu MAKS 2007

Údaje dle

### Technické údaje
- Posádka: 2
- Kapacita: 44 cestujících
- Rozpětí: 32,78 m
- Délka: 32,05 m
- Výška: 8,90 m
- Nosná plocha: 117,44 m²
- Rozchod podvozku: 4,90 m
- Rozvor podvozku: 11,14 m
- Hmotnost prázdného stroje: 25 340 kg
- Max. vzletová hmotnost souš: 41 000 kg
- Max. vzletová hmotnost voda: 43 000 kg
- Přistávací hmotnost: 35 000 kg
- Hmotnost neseného hasiva: 12 000 kg
- Náklad: 7 500 kg
- Palivo: 12 500 kg
- Pohonná jednotka: 2 × dvouproudový motor ZMKB Progress D-436TP
- Vzletový tah motoru: 73,57 kN
- Tah motoru v cestovním režimu: 18,83 kN

### Výkony
- Maximální rychlost: 710 km/h
- Cestovní rychlost: 650 km/h
- Minimální rychlost: 185 km/h
- Rychlost pro dotankování hasicí vody: 160–190 km/h
- Dostup: 8 100 m
- Dostup s jedním motorem: 5 500 m
- Dolet: 1 700 km
- Maximální dolet: 3 600 km
- Přistávací dráha na vodě: 1 300 m
- Přistávací dráha pevná: 950 m
- Vzletová dráha na vodě: 1 000 m
- Vzletová dráha pevná: 700 m
- Maximální povolená výška vln: 1,20 m

## Nehody a incidenty
Stroj s výrobním číslem 7682000003, současná imatrikulace 21512 (bez RF), imatrikulace v době incidentu RF-21512, vlastněný a provozovaný výrobcem jako nejstarší provozovaný exemplář utrpěl poškození během vzletu z přehradní nádrže Barragem da Aguieira v Portugalsku dne 6.7.2006 při ukázkovém letu pro představitele portugalského Ministerstva vnitra. Jako primární příčina problémů je uváděno přetížení stroje vinou doplnění nepřípustného množství hasební vody a následné pomalé nabírání výšky. Jejich vinou stroj prolétl vrcholy stromů v letovém koridoru. Lehká poškození byla opravena na místě. Stroj je provozován v bohaté červenomodrobílé livery výrobce s logem na kýlovce. tento stroj je v pořadí třetím vyrobeným, přesné datum zahájení jeho výroby není známo, zalétán byl 27.8.2002
Stroj s výrobním číslem 76820003001, současná imatrikulace RF-31121, vlastněný ruským Ministerstvem pro mimořádné situace utrpěl lehčí poškození 14.8.2016 poblíž São Pedro do Sul v Portugalsku, kam byl pronajat pro hašení lesních požárů. Posádkou byla hlášena ztráta tahu jednoho z motorů a následný kontakt letounu s korunami stromů. Poškozeny byly obě náběžné hrany křídel, křídelní palivová nádrž a jeden z balančních plováků.. Tento stroj byl zadán do výroby v roce 2008 a zalétán 14.6.2010. Stejný stroj měl dříve problémy s přední podvozkovou nohou, která se samovolně skládala. Tento stroj létá v bílém livery ruského Ministerstva pro mimořádné situace s červeným pruhem a modrou spodní částí trupu.
Stroj s výrobním číslem 64620090311 , imatrikulace RF-88450, provozovaný ruským vojenským námořním letectvem, havaroval 14.8.2021 v Turecku, kam byl pronajat pro hašení lesních požárů. K havárii došlo v horském masivu poblíž města Kahramanmaras. Nehodu nepřežil žádný z pěti ruských vojáků a tří tureckých občanů, přítomných na palubě . Stroj létal v tmavošedém nátěru Námořnictva Ruské federace s rudými hvězdami na křídlech a kýlovce a výrazným žlutým číslem 20 na zadní části trupu. Jeho výroba byla zahájena v roce 2018, dokončen a zalétán byl v únoru 2020. Letu velel plukovník Jevgenij Vladimirovič Kuzněcov.